# فریب پاناما
فریب پاناما (انگلیسی: The Panama Deception) فیلمی در ژانر مستند به کارگردانی باربارا ترنت است که در سال ۱۹۹۲ منتشر شد. از بازیگران آن می‌توان به الیزابت مونت‌گومری (گوینده) اشاره کرد. فیلم در مورد حمله ایالات متحده آمریکا به پاناما (۱۹۸۹) است و این حمله را نقد کرده و به چالش می‌کشد و برآن است تا نشان دهد آمریکا، روی علت‌های واقعی حمله‌اش به پاناما، سرپوش گذاشته‌است. فیلم همین‌طور رسانه‌ها را متهم به سوگیری رسانه‌ای می‌کند؛ به خصوص در نشان دادن ارقام درست تلفات غیرنظامیان. این فیلم در سال ۱۹۹۲برنده جایزه اسکار بهترین فیلم مستند شده‌است.